# (3266) Bernardus
(3266) Bernardus es un asteroide perteneciente al cinturón interior de asteroides descubierto por Hans-Emil Schuster el 11 de agosto de 1978 desde el Observatorio de La Silla, Chile.

## Designación y nombre
Bernardus recibió al principio la designación de 1978 PA.
Posteriormente, en 1996, se nombró en honor del astrónomo neerlandés Andres Bernardus Muller (1918-2006).

## Características orbitales
Bernardus orbita a una distancia media del Sol de 1,908 ua, pudiendo acercarse hasta 1,698 ua y alejarse hasta 2,119 ua. Tiene una excentricidad de 0,1104 y una inclinación orbital de 26,38 grados. Emplea en completar una órbita alrededor del Sol 962,8 días.
Bernardus forma parte del grupo asteroidal de Hungaria.

## Características físicas
La magnitud absoluta de Bernardus es 12,8 y el periodo de rotación de 10,76 horas.